# 長崎英語学校 (旧制)
長崎英語学校（ながさきえいごがっこう）は、1874年（明治7年）に、現在の長崎市に設置された官立外国語学校である。
当初は、「広運学校」（こううんがっこう）として1873年（明治6年）5月に設立され、1874年（明治7年）4月に「長崎外国語学校」と改称し、同年12月に「長崎英語学校」となった。中等教育相当の機関である。

## 沿革

### 源流・前身
長崎英語学校の源流は、幕末期の1858年（安政5年）7月、英語通詞速成のため江戸幕府によって設置された英語伝習所である。この機関は、英語稽古所⇒洋学所⇒語学所⇒済美館と改称を重ねたのち、維新後に明治政府により接収され1868年（慶応4年）4月に長崎府（長崎奉行の後身で長崎県の前身）管轄の「広運館」となり、外国語教育に限定せず和漢洋の3学を講じることとなった。広運館は1871年（明治4年）11月、長崎府より文部省に移管され、翌1972年（明治5年）8月には学制発布にともない「第六大学区第一番中学」となった。

### 官立外国語学校として
1873年（明治6年）4月、学制二編追加が発布され、通訳養成および高等教育機関進学のための外国語学校の制度化がなされると、第六大学区第一番中学は同年5月に学則を改正し官立外国語学校の一つである「広運学校」に転換された。広運学校は翌1874年（明治7年）4月、他の官立外国語学校にあわせ「長崎外国語学校」と改称されたが、英語科教育に重点がおかれていたことから同年12月には「長崎英語学校」と改称した。

### 廃止と旧制中学校への転換
しかし西南戦争後の財政難により官立による外国語学校の維持が困難になると1877年（明治10年）12月、長崎英語学校は愛知・広島・新潟・宮城の各英語学校とともに廃止された。こののち施設は長崎県に移管されて、翌1878年（明治11年）3月、旧・長崎県立長崎中学校として再出発した。ついで1882年（明治15年）、県立長崎中学は長崎外国語学校と改称して現在の長崎市立長崎商業高等学校の前身となり、1884年（明治17年）同校内に新設された長崎県立長崎中学校は、現長崎県立長崎東高等学校および長崎西高等学校の前身となった。このため特に長崎商高（および長崎東高）は英語伝習所 - 長崎英語学校（広運学校）を学校設立の源流とし、長崎商高については「全国で6番目に古い（九州では最古の）商業高校」を称している。

## 関連文献
- 金森修 「長崎広運館（広運学校）」 『日本近代教育史事典』 平凡社、1971年